# Ontario (Kalifornia)
Ontario város az USA Kalifornia államában, San Bernardino megyében. Lakosainak száma 175 265 fő (2020. április 1.).  Ontario városát kanadai állampolgárok alapították.

## Népesség
A település népességének változása:
| Lakosok száma | 683  | 163 924 | 175 265 |
|               | 1890 | 2010    | 2020    |

## Ismert személyek
- Itt halt meg Bodor Márton (1887–1972) magyar géplakatos, villamosvasúti kalauz, országgyűlési képviselő